# Parahybolasius fuscomaculatus
Parahybolasius fuscomaculatus är en skalbaggsart som beskrevs av Stefan von Breuning 1982. Parahybolasius fuscomaculatus ingår i släktet Parahybolasius och familjen långhorningar. Inga underarter finns listade i Catalogue of Life.